# Torku Şekerspor/Saison 2015
Dieser Artikel listet Erfolge und Fahrer des Radsportteams Torku Şekerspor in der Saison 2015 auf.

## Erfolge in der UCI Africa Tour
| Datum        | Rennen                      | Kat. | Fahrer            |
| ------------ | --------------------------- | ---- | ----------------- |
| 3. April     | 1. Etappe Tour du Maroc     | 2.2  | Tomasz Marczyński |
| 4. April     | 2. Etappe Tour du Maroc     | 2.2  | Ahmet Örken       |
| 6. April     | 4. Etappe Tour du Maroc     | 2.2  | Tomasz Marczyński |
| 9. April     | 7. Etappe Tour du Maroc     | 2.2  | Tomasz Marczyński |
| 3.–12. April | Gesamtwertung Tour du Maroc | 2.2  | Tomasz Marczyński |

## Erfolge in der UCI Europe Tour
| Datum           | Rennen                                     | Kat. | Sieger            |
| --------------- | ------------------------------------------ | ---- | ----------------- |
| 24. März        | Prolog Tour of Canakkale                   | 2.2  | Ahmet Akdilek     |
| 27. März        | 3. Etappe Tour of Canakkale                | 2.2  | Ismail Aksoy      |
| 24.–27. März    | Gesamtwertung Tour of Canakkale            | 2.2  | Ahmet Akdilek     |
| 16. Mai         | 1. Etappe Tour of Black Sea                | 2.2  | Tomasz Marczyński |
| 18. Mai         | 3. Etappe Tour of Black Sea                | 2.2  | Ahmet Örken       |
| 16.–19. Mai     | Gesamtwertung Tour of Black Sea            | 2.2  | Tomasz Marczyński |
| 10. Juni        | 1. Etappe Tour of Ankara                   | 2.2  | Nazim Bakırcı     |
| 13. Juni        | 4. Etappe Tour of Ankara                   | 2.2  | Feritcan Şamlı    |
| 10.–13. Juni    | Gesamtwertung Tour of Ankara               | 2.2  | Nazim Bakırcı     |
| 24. Juni        | Türkische Meisterschaft – Einzelzeitfahren | CN   | Ahmet Örken       |
| 26. Juni        | Türkische Meisterschaft – Straßenrennen    | CN   | Ahmet Akdilek     |
| 28. Juni        | Polnische Meisterschaft – Straßenrennen    | CN   | Tomasz Marczyński |
| 7. Oktober      | 1. Etappe Tour of Mevlana (EZF)            | 2.2  | Ahmet Örken       |
| 9. Oktober      | 3. Etappe Tour of Mevlana                  | 2.2  | Ahmet Örken       |
| 10. Oktober     | 4. Etappe Tour of Mevlana                  | 2.2  | Ahmet Örken       |
| 7.–10. Oktober  | Gesamtwertung Tour of Mevlana              | 2.2  | Ahmet Örken       |
| 22. Oktober     | Prolog Tour of Aegean (EZF)                | 2.2  | Ahmet Örken       |
| 23. Oktober     | 1. Etappe Tour of Aegean                   | 2.2  | Ahmet Örken       |
| 25. Oktober     | 3. Etappe Tour of Aegean                   | 2.2  | Rasim Reis        |
| 22.–25. Oktober | Gesamtwertung Tour of Aegean               | 2.2  | Ahmet Örken       |

## Erfolge in der UCI Asia Tour
| Datum   | Rennen                 | Kat. | Sieger       |
| ------- | ---------------------- | ---- | ------------ |
| 30. Mai | 3. Etappe Tour of Iran | 2.1  | Ismail Aksoy |

## Zugänge – Abgänge
| Zugänge            | Team 2014            | Abgänge                            | Team 2015         |
| ------------------ | -------------------- | ---------------------------------- | ----------------- |
| Tomasz Marczyński  | CCC Polsat Polkowice | David de la Fuente                 | Efapel-Glassdrive |
| Kevin Seeldraeyers | Wanty-Groupe Gobert  | Juan José Cobo                     | Unbekannt         |
| Ismail Aksoy       | Neoprofi             | Jurij Metluschenko                 | Unbekannt         |
|                    |                      | Fethullah Köse (bis 15. September) | Unbekannt         |

## Mannschaft
| Name               | Geburtstag         | Nationalität |
| ------------------ | ------------------ | ------------ |
| Ahmet Akdilek      | 10. März 1988      | Türkei       |
| Ismael Aksoy       | 10. August 1989    | Türkei       |
| Bekir Baki Akırşan | 1. November 1991   | Türkei       |
| Muhammet Atalay    | 15. Mai 1989       | Türkei       |
| Nazim Bakırcı      | 29. Mai 1986       | Türkei       |
| Serhij Hretschyn   | 9. Juni 1979       | Ukraine      |
| Miraç Kal          | 7. August 1987     | Türkei       |
| Fatih Keleş        | 31. März 1993      | Türkei       |
| Fethullah Köse     | 1. Januar 1995     | Türkei       |
| Tomasz Marczyński  | 6. März 1984       | Polen        |
| Ahmet Örken        | 12. März 1993      | Türkei       |
| Rasim Reis         | 16. November 1992  | Türkei       |
| Feritcan Şamlı     | 29. Januar 1994    | Türkei       |
| Kevin Seeldraeyers | 12. September 1986 | Belgien      |